# Hamra Annaba (handball)
Ne pas confondre avec l'Union sportive madinet Annaba, un autre club fondé en 1983.
Dernière mise à jour : 18 mars 2024.
L'Hamra Annaba (en arabe : حمراء عنابة), précédemment nommé USM Annaba, est un club de handball basé à Annaba en Algérie.
Cette section est l'une des plusieurs sections du club omnisports du Hamra Annaba (ex USM Annaba entre 1962-1972).

## Histoire
Hamra Annaba est considéré comme étant le club sportif des quartiers populaires d’Annaba. Le club a été fondé avant l'indépendance par Mr. Aribi Rabeh un entrepreneur bonois d'origines et s'appelait alors l'USM Bône (Union Sportive Musulmane de Bône).
Après l'indépendance, il a pris le nom d'USM Annaba (Union Sportive Musulmane d'Annaba) à la suite du changement de nom de la ville.
En 1969, en application de la loi imposant l'arabisation des noms de club, le club change de nom et devient le Hamra Annaba.
En 1983, l'Union Sportive Madinet Annaba est créée et appelée USA , c'est a-dire  Université Sportive d'Annaba le premier nom de cette équipe universitaire en 1983 .USM Annaba, ce qui provoque une confusion avec l'Union Sportive Musulmane d'Annaba qui était déjà renommée Hamra Annaba.

## Identité du club

### Logo

Ancien logo du club.
Logo actuel du club.

### Historique des noms officiels du club
| Union Sportive Musulmane Bônois (USMB) |
| -------------------------------------- |

| Union Sportive Musulmane d'Annaba (USMA) |
| ---------------------------------------- |

| Hamra Annaba (HA) |
| ----------------- |

## Palmarès
- Championnat d'Algérie (1)
  - Champion : 1968.

- Coupe d'Algérie (1)
  - Vainqueur : 1968.
  - Finaliste : 1969.

## Résultats notables et effectifs associés
- Effectif vainqueur du Championnat et de la Coupe d'Algérie en 1968 : Segni Akacha, Driss Lamdjadani, Mourad Achaichia, Salah Hammadi Med, Miloud Belhaoues, Zoheir Negli, Lakhdar Driss, Rabah Chebira, Bachir Larbaoui, Farouk Benbelkacem, Mohamed Ziane, Abdelaziz Abdennour, Mohamed Bensaid, Mohamed Boumegoura. Entraîneur : Serdazi[1].
- Effectif finaliste de la Coupe d'Algérie en 1969 : Zoheir Negli, Mohamed Boumegoura, Rabah Chebira, Driss Lamdjadani, Farouk Benbelkacem, Abdelaziz Abdennour, Raiachi, Touhami, Mourad Achaichia, Lakhdar Driss, Abdelouaheb s.